# We Are Love (アルバム)
『We Are Love』（ウィ・アー・ラヴ）は、松田聖子通算18枚目のオリジナル・アルバム。1990年12月10日発売。発売元はCBS/SONY RECORDS。

## 解説
帯コピー:"カラフルなPOP"と"シャープなRock"がMixされて―　これが新しい聖子のLove Songです。
シングル「We Are Love」English Versionを含む全11曲。
初発CDの初回盤は、スーパー・ピクチャーCDと、デジパックによるスペシャル・パッケージの初回限定仕様。

## 収録曲
全曲　作詞:Seiko Matsuda　編曲:笹路正徳
1. Listen!! （5:36）
作曲：Achilles
後にEnglish Versionがベスト・アルバム『Bible』に収録される。
2. Kiss Me Please （4:59）
作曲：高橋諭一
3. たそがれにSay Good-bye （4:59）
作曲：羽田一郎
4. レモンティーとチョコレートパフェ （3:49）
作曲：尾関昌也
5. Mulholland Drive Café （4:39）
作曲：高橋諭一
6. We Are Love -English version- （4:34）
作曲：鈴木祥子
Jeff Nicholsとのデュエット
7. 本気にS・O・R・R・Y （4:27）
作曲：原田真二
原田による歌詞違いのセルフカバー「SHOW GIRL」が原田のアルバム『KINDNESS』に収録されている。
8. Africa （4:37）
作曲：上田知華
9. Drive Me To The Sky （4:59）
作曲：羽田一郎
10. 浮気なMy Boy （4:15）
作曲：笹路正徳
11. Morning Beach〜Spring Lakeにて （5:26）
作曲：原田真二

## クレジット
| Listen!! - Guitar：土方隆行 - Bass：美久月千晴 - Keyboards：笹路正徳 - Synth.Op：根岸貴幸 - Chorus：EVE Kiss Me Please - Guitar：土方隆行 - Keyboards：笹路正徳 - T.A.B.Sax：Jake・H・Conception - Synth.Op：根岸貴幸 - Chorus：EVE たそがれにSay Good-bye - Drums：山木秀夫 - Guitar：土方隆行 - Bass：伊藤広規 - Keyboards：笹路正徳 レモンティーとチョコレートパフェ - Guitar：土方隆行 - Keyboards：笹路正徳 - T.Sax：Jake・H・Conception - Synth.Op：根岸貴幸 - Chorus：村田有美 Mulholland Drive Café - Drums：山木秀夫 - Bass：伊藤広規 - Guitar：土方隆行 - Keyboards：笹路正徳 - Chorus：村田有美 | We Are Love -English version- Duet with Jeff Nichols - Drums：山木秀夫 - Guitar：土方隆行 - Bass：伊藤広規 - Keyboards：笹路正徳 - Strings：前田ストリングス - Chorus：村田有美、坂井紀雄 本気にS・O・R・R・Y - Guitar：土方隆行 - Keyboards：笹路正徳 - Synth.Op：根岸貴幸 - Chorus：村田有美 Africa - Drums：山木秀夫 - Bass：坂井紀雄 - A&E.Guitars：土方隆行 - Keyboards：笹路正徳 - Chorus：村田有美、坂井紀雄 - Sound Effect：藤井理央 Drive Me To The Sky - Drums：山木秀夫 - Bass：坂井紀雄 - Guitar：土方隆行 - Keyboards：笹路正徳 - Chorus：村田有美 浮気なMy Boy - Guitar：土方隆行 - Keyboards：笹路正徳 - Synth.Op：根岸貴幸 - Chorus：EVE Morning Beach〜Spring Lakeにて - Drums：山木秀夫 - Bass：伊藤広規 - A&E.Guitars：土方隆行 - Keyboards：笹路正徳 - Sound Effect：藤井理央 |

## 関連作品
- Listen!!
  - Bible（English Version）
- Kiss Me Please
  - シングル「We Are Love#関連作品」を参照されたい
- Mulholland Drive Café
  - エトランゼ
- We Are Love
  - シングル「We Are Love#関連作品」を参照されたい
- Africa
  - エトランゼ
- Morning Beach〜Spring Lakeにて
  - エトランゼ